# Carnival Sunshine
Le Carnival Sunshine est un bateau de croisière appartenant à la compagnie de croisière Carnival Cruise Lines.
Lancé sous le nom de Carnival Destiny, il est le 1er bateau de la classe Destiny, de la société Carnival Cruise Lines.
Il a officiellement été mis en service en 1996.
Depuis le mois d'avril 2013, le navire s'appelle Carnival Sunshine, à la suite d'une grande transformation (ajouts de ponts), ainsi que toutes les innovations caractérisant le programme Fun Ships 2.0.

## Galerie

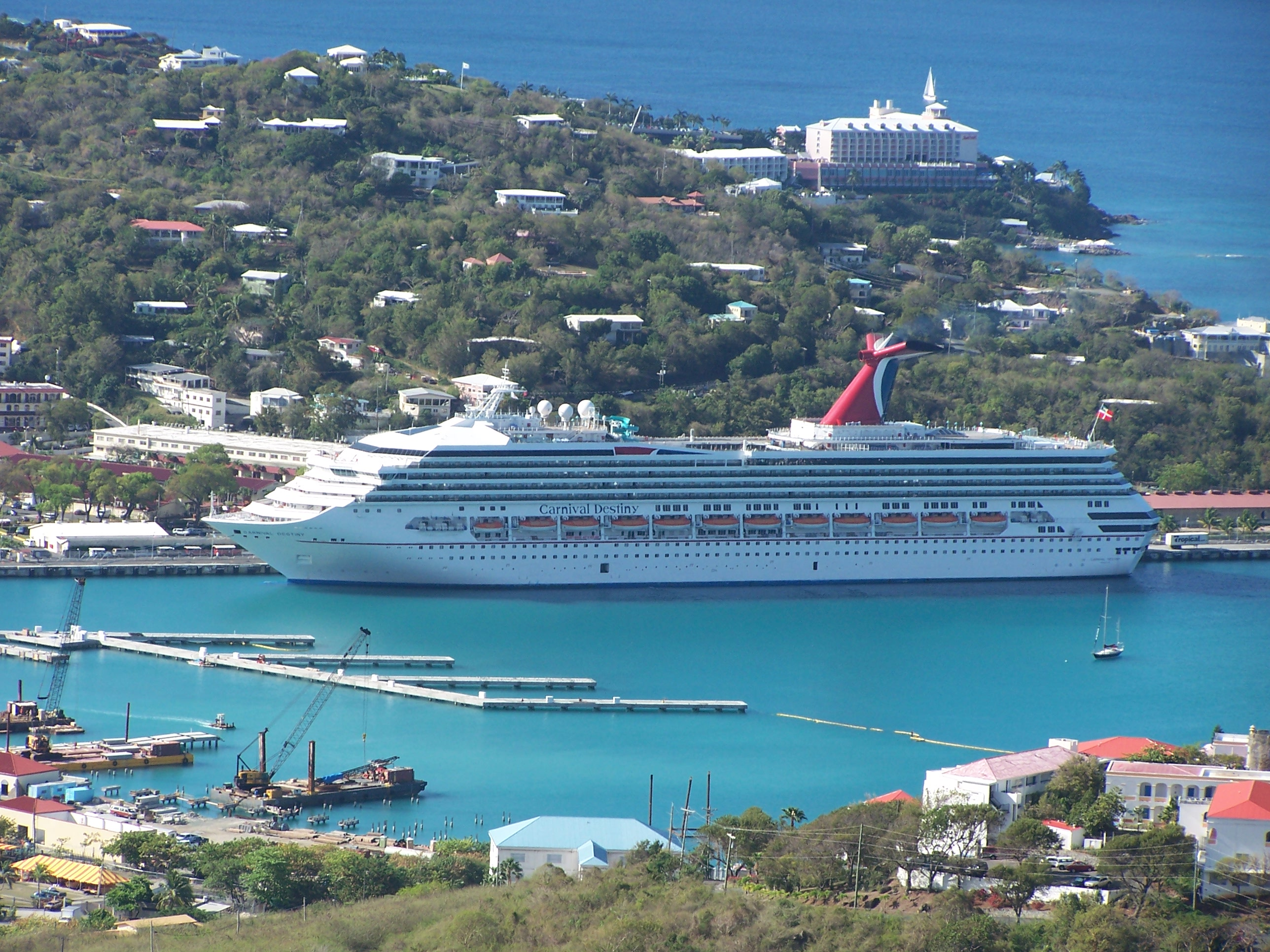
Le Carnival Destiny.
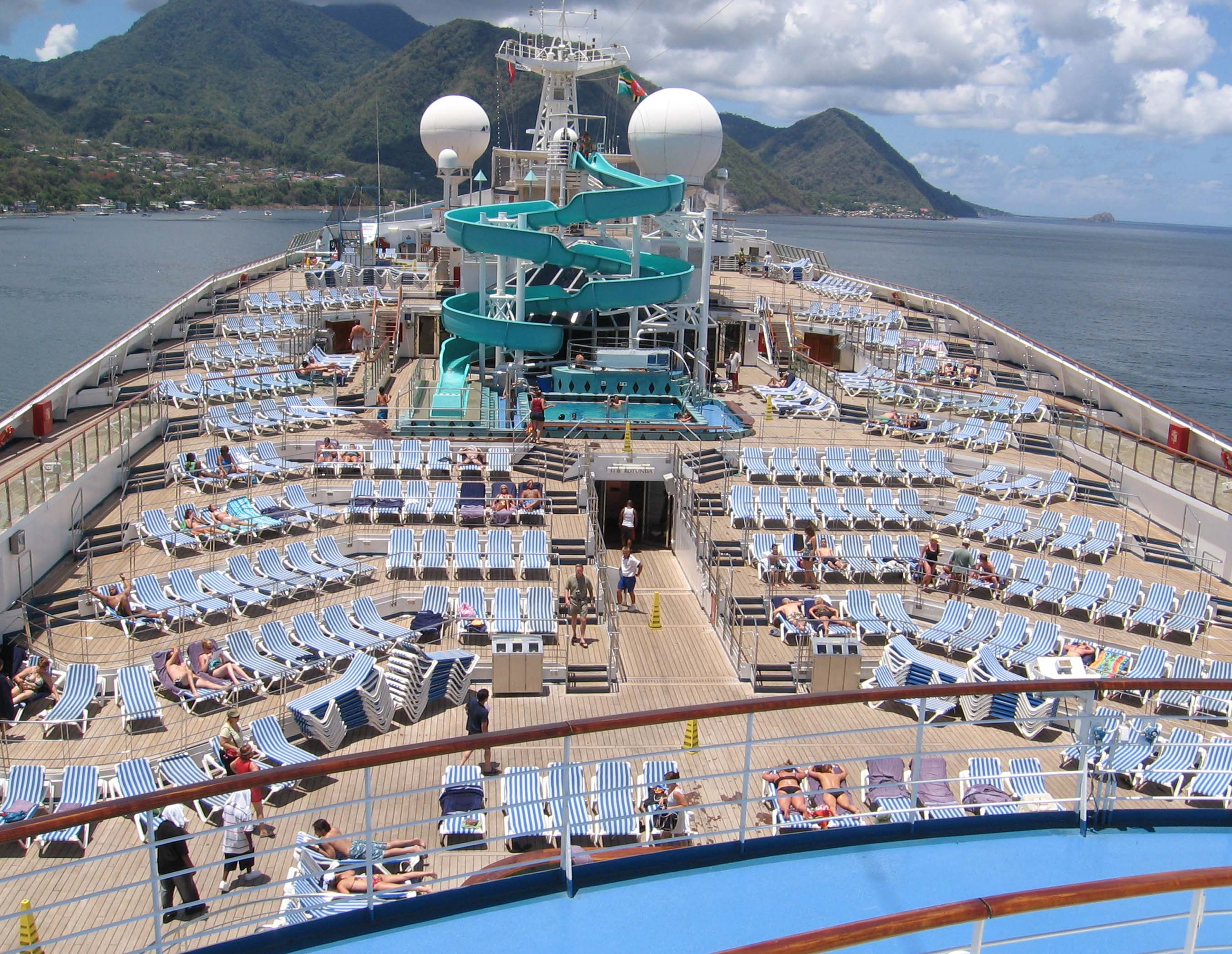
Le Carnival Destiny.
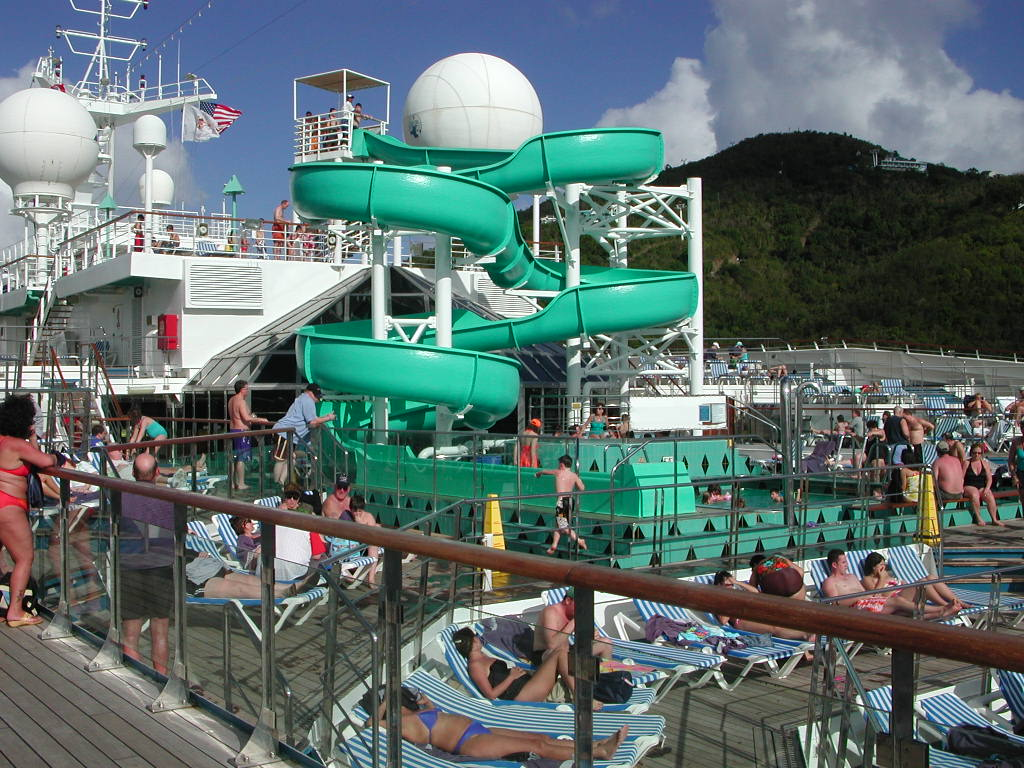
Le Carnival Destiny.
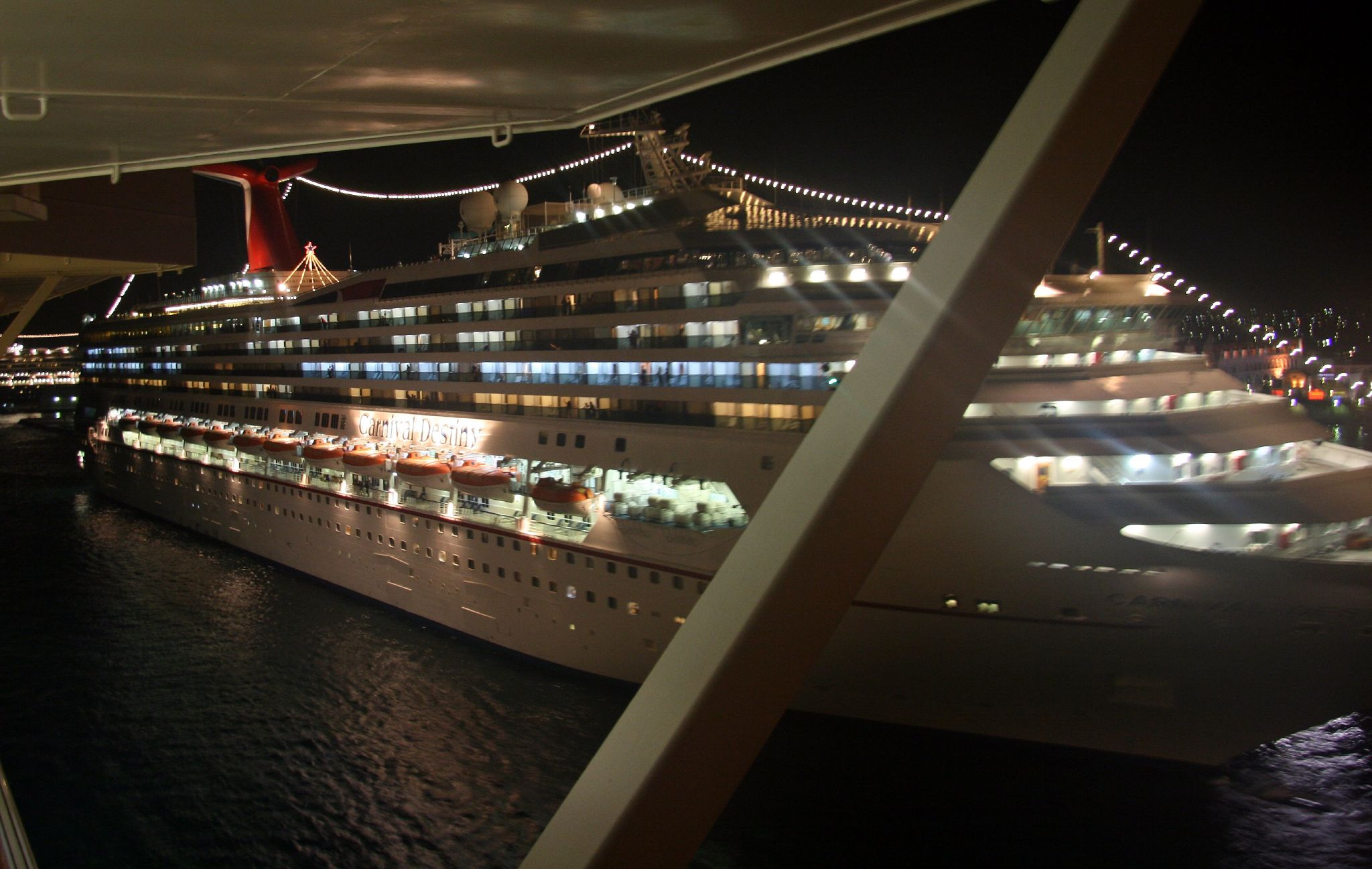
Le Carnival Destiny dans le port d'Aruba.
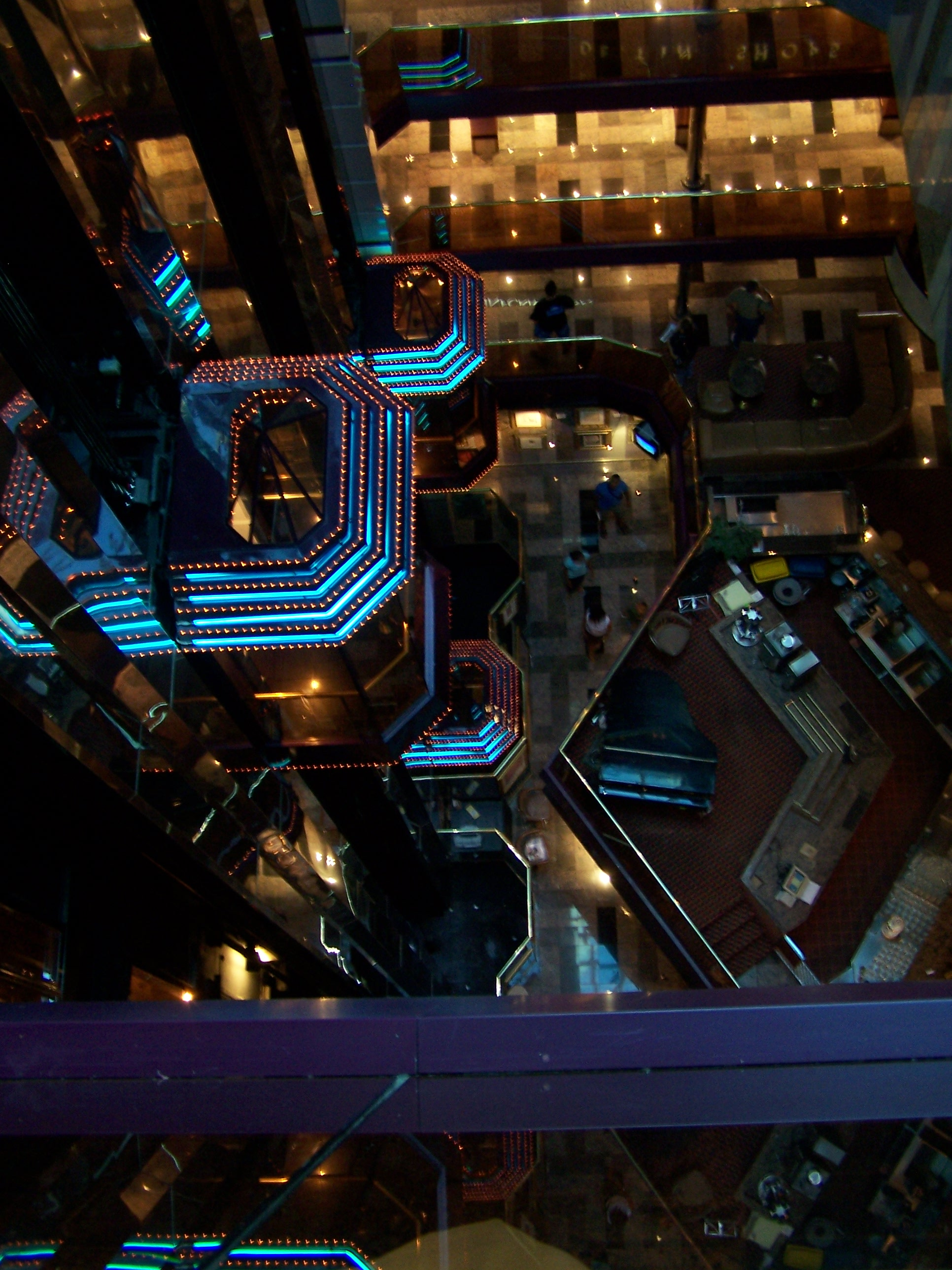
L'atrium.
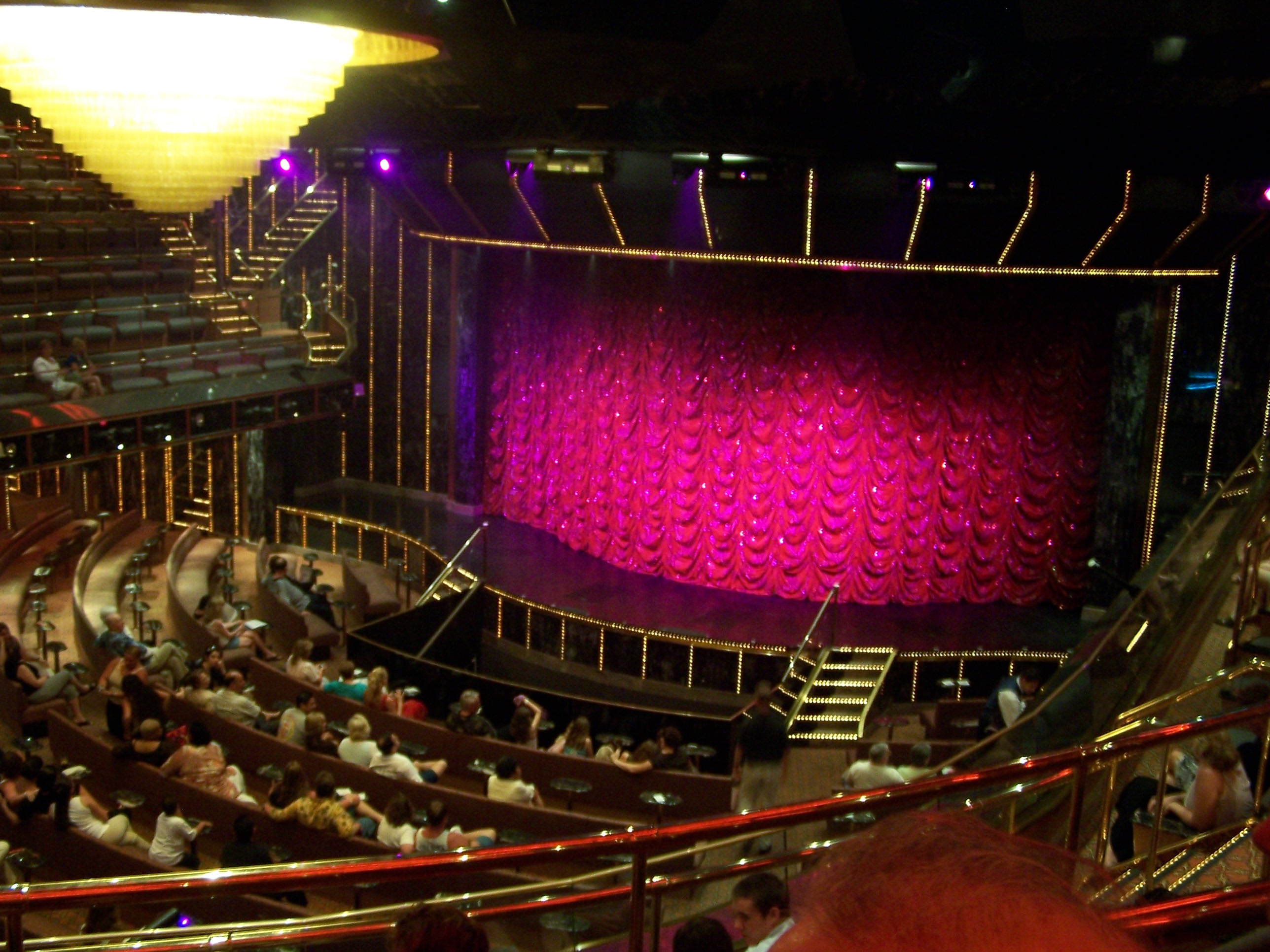
Le théâtre.